# Erwin Moeller

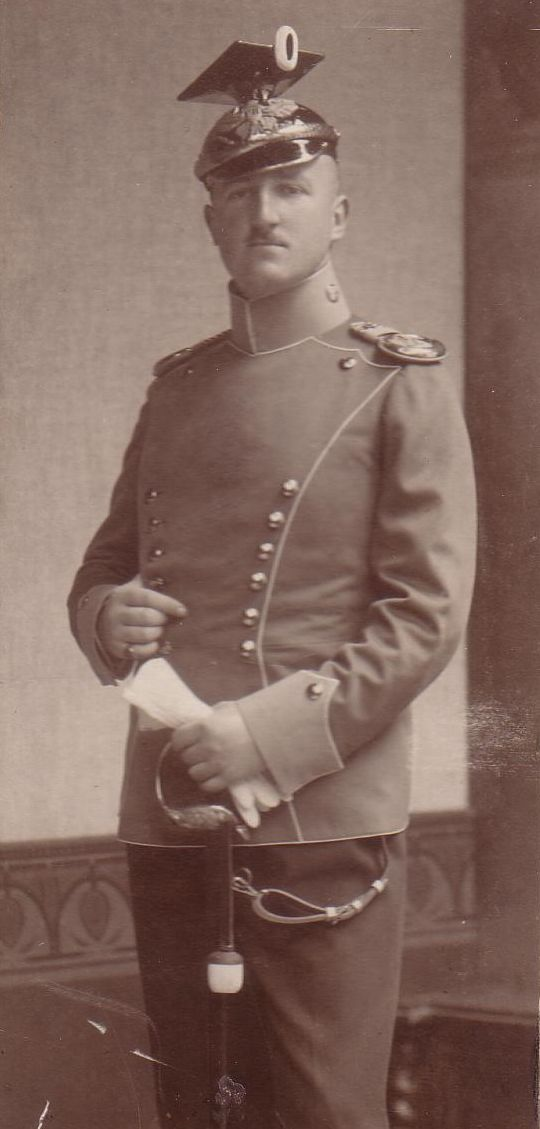
Moeller als Ulan des Litthauischen Ulanen-Regiments Nr. 12 der preußischen Armee

Erwin Moeller (* 13. Juni 1883 in Allenburg; † 21. Oktober 1966 in Eberswalde) war ein deutscher Verwaltungsjurist in Ostpreußen. Über 30 Jahre war er in drei deutschen Staatsformen Bürgermeister von Allenburg.

## Leben
Moellers Eltern waren der in Allenburg amtierende Richter und seine Frau, die vom nahegelegenen Rittergut  Trimmau stammte. Moeller  besuchte das Königliche Wilhelms-Gymnasium  in Königsberg (Preußen) und studierte Rechtswissenschaft an der Albertus-Universität. Im Wintersemester 1903/04 wurde er im Corps Masovia aktiv. Er diente beim Litthauischen Ulanen-Regiment Nr. 12 in Insterburg, wo er auch Referendar war. Nachdem Allenburg 1914 im Ersten Weltkrieg weitgehend zerstört worden war,  wurde Moeller 1915 für 12 Jahre zum Bürgermeister der dritten Stadt des Kreises Wehlau gewählt. Am Wiederaufbau und an der Weiterentwicklung der kleinen alten Stadt hatte er wesentlichen Anteil. Er sorgte für die Motorschiffverbindung auf dem Pregel mit Königsberg. 1927 in der Weimarer Republik und 1939 in der Zeit des Nationalsozialismus wurde er für jeweils 12 Jahre wiedergewählt. Bis 1945 blieb er in seiner Gemeinde, deren Bewohnern er auf eigene Verantwortung die (vom Gauleiter Erich Koch verbotene) Flucht in den Westen empfahl. Er floh nach Sachsen und blieb in der DDR. In Borna war er noch einige Jahre Regierungsrat. Nachdem er 1965 mit seiner Frau Ida geb. Koch die Goldene Hochzeit gefeiert hatte, starb er während eines Besuchs bei seiner Tochter und ihrer Familie in Eberswalde.